# بیل هالند (دونده)
بیل هالند (انگلیسی: Bill Holland; ۳ مارس ۱۸۷۴ – ۲۰ نوامبر ۱۹۳۰) دونده اهل ایالات متحده آمریکا بود.